# دونگسان
دونگسان (به لاتین: Dongsan) یک کوه در کره جنوبی است که در Chungcheongbuk-do, South Korea واقع شده‌است. دونگسان ۸۹۶ متر بالاتر از سطح دریا واقع شده‌است.